# Петров Віктор Платонович
Віктор Платонович Петров (псевдоніми — В. Домонтович, Віктор Бер, Віктор Петренко та Борис Веріґо; 22 жовтня 1894, Катеринослав — 8 червня 1969, Київ) — український письменник, філософ, соціальний антрополог, літературний критик, археолог, історик і культуролог; доктор історичних та філологічних наук. Разом із Валер'яном Підмогильним започаткував жанр українського інтелектуального роману, а також жанр романізованої біографії.

## Життєпис
Народився 10 [22] жовтня 1894 року в місті Катеринославі (нині Дніпро, Україна) в сім'ї православного священика та богослова отця Платона (Петрова). Дитинство  минуло в Одесі. 1913 року закінчив чоловічу гімназію в місті Холмі, а в 1918 році історико-філологічний факультет Київського університету. Одним з його викладачів, який справив вплив на Петрова, був Володимир Перетц. Отримав срібну медаль за свою дипломну роботу «рос. Н. М. Языков, поэт пушкинской плеяды. Жизнь и творчество» і залишився в університеті як професорський стипендіат (1917—1920).

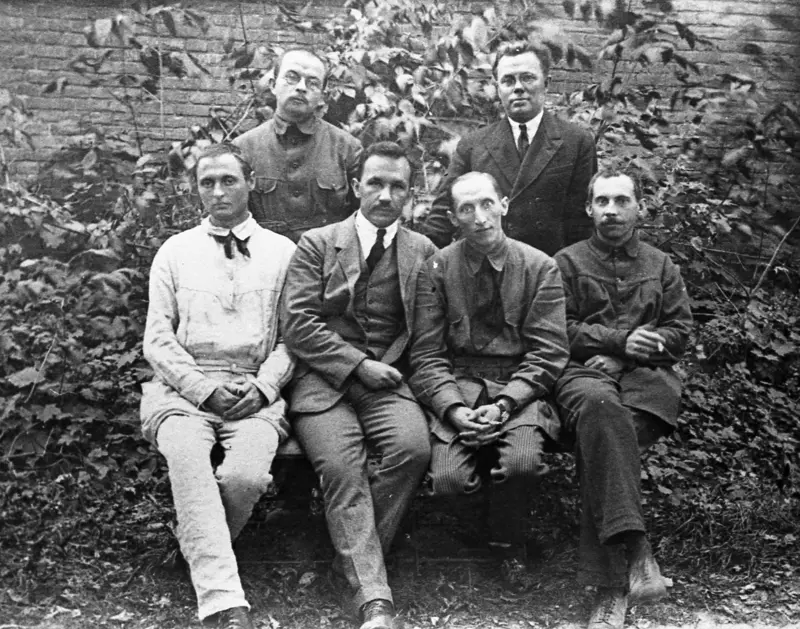
Неокласики у Баришівці. Віктор Домонтович і Микола Зеров (стоять — зліва направо); Юрій Клен, Павло Филипович, Фелікс Якубовський і Максим Рильський (сидять — зліва направо). 1920-ті роки

Пізніше працював в Етнографічній комісії Української Академії наук. Разом з Андрієм Лободою був редактором Етнографічного вісника (1925—1929) та головою Етнографічної комісії (1927—1933). У 1920-ті роки належав до кола неокласиків. В ці роки він познайомився з дружиною Миколи Зерова — Софією Зеровою — з якою у нього починається роман. 1930 року отримав докторат за дослідження «Пантелеймон Куліш у п'ятдесяті роки. Життя. Ідеологія. Творчість». Цього ж року фігурував у справі фіктивної Спілки визволення України, внаслідок чого був звільнений з посади керівника Етнографічної комісії та понижений до посади наукового співробітника. 1941 року короткий час був директором Інституту українського фольклору.
Від 1941 року перебував в окупованому німцями Харкові. Видавав часопис «Український Засів» у 1942—1943 роках. Наприкінці німецько-радянської війни опинився в Німеччині і був пов'язаний з Українським науковим інститутом в Берліні. Був одним із засновників Мистецького українського руху. Перебуваючи в еміграції, у 1947—1949 роках викладав етнографію на філософському факультеті Українського вільного університету в Мюнхені та у Теологічній академії Української автокефальної православної церкви. 18 квітня 1949 року зник з Мюнхена. Це призвело до виникнення різноманітних версій його вбивства.
Згодом виявилося, що він перебував у СРСР і працював в Інституті історії матеріальної культури в Москві. Від 1956 року працював в Інституті археології у Києві. 1957 року одружився з Софією Зеровою, яка побажала залишити прізвище Зерова. Загубивши документи під час війни, був змушений повторно захищати дисертацію 1966 року.
Помер у Києві 8 червня 1969 року і був похований на Лук'янівському військовому цвинтарі (8 ділянка, 7 ряд, 4 місце). На могилі пам'ятник: прямокутна стела з сірого граніту, на якій в правому верхньому куті зображення ордена Вітчизняної війни, посередені зроблено напис російською мовою: «Професор Петров Виктор Платонович. 1894—1969».

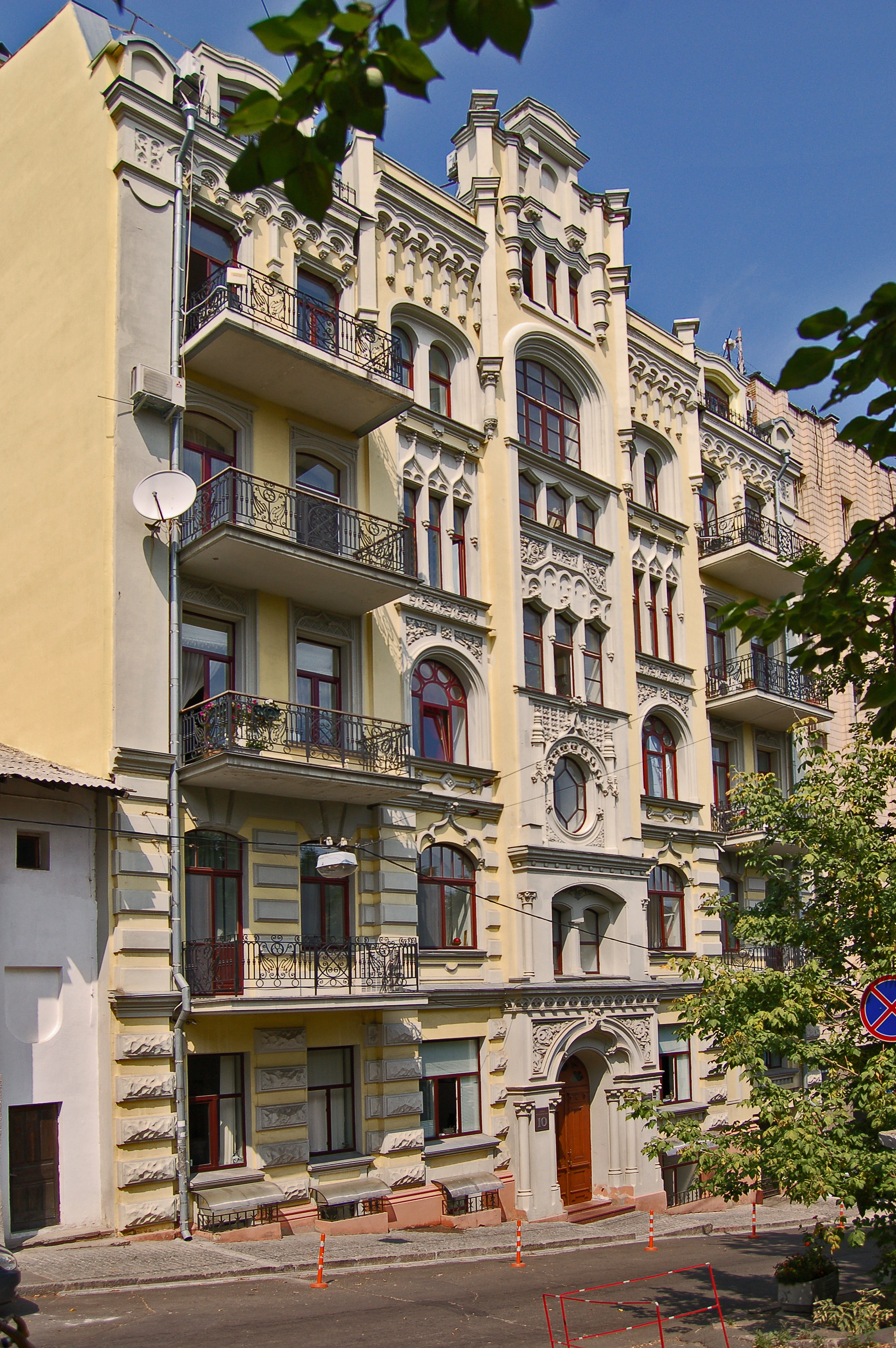
Київ, вул. Малопідвальна, 10 - будинок, в якому в 1919-1930 роках жив Віктор Петров (В.Домонтович)
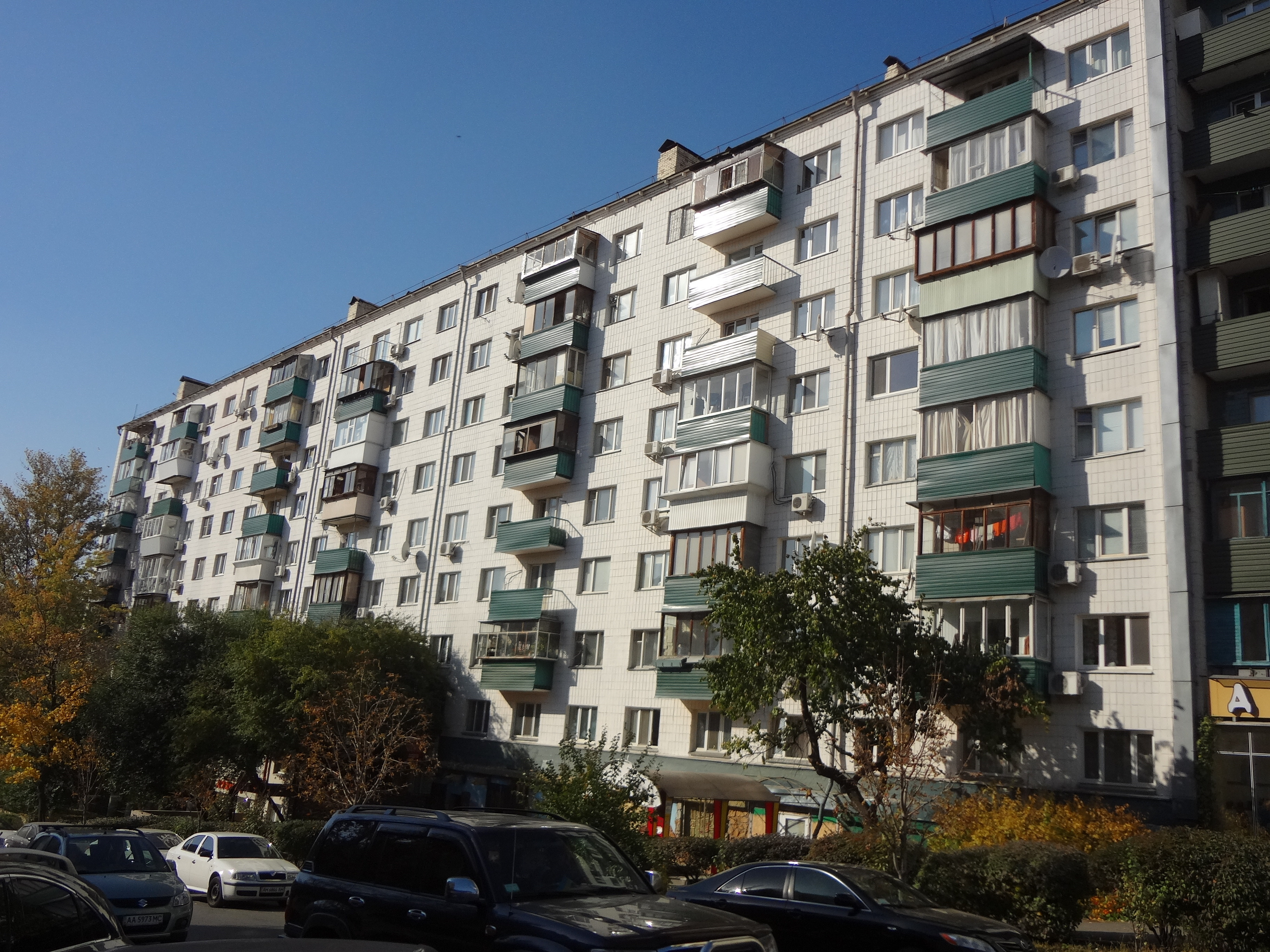
Київ, вул.Володимиро-Либідська 16. Будинок, де в 1965-1969 роках Віктор Петров жив разом зі своєю дружиною Софією Зеровою.

## Імовірна розвідницька діяльність
Біографія Петрова цікава тим, що, судячи з усього, починаючи з 1930-х років він співпрацював з радянською розвідкою. Під час сталінських репресій Петров продовжував працювати науковцем, тоді як його колишні колеги-неокласики були заарештовані. 1928 року Петров був автором начерків до неопублікованої викривальної статті, спрямованої проти Агатангела Кримського. Відомо, що він перебував в окупованому німцями Харкові й носив німецький офіцерський мундир. Крім того, його раптове зникнення з української еміграції в Мюнхені і перебування після того в Москві дають підстави говорити про таку співпрацю. Пізніше Петров навіть отримав Орден Вітчизняної війни.
Український історик А. В. Портнов пише, що документальних підстав, які б переконливо довели розвідницьку діяльність Петрова, в архіві СБУ не виявлено.
Український історик та архівіст Едуард Андрющенко опублікував доповідну записку КДБ Української РСР за 1965 рік, підготовлену для ЦК Компартії України, що свідчить про розвідницьку діяльність В. П. Петрова в 1942—1949 рр. Саме в 1965 році В. П. Петров отримав Орден Вітчизняної війни.
Після зникнення Петрова численні звинувачення посипалися на адресу Служби безпеки ОУН (б) у тому, що це саме вона його ліквідувала. Та вже в 1950-ті рр. на Заході з'явилися відомості, що Петров спокійно працює в СРСР. Згодом чільний представник СБ ОУН Степан Мудрик-Мечник стверджував про систематичну працю Петрова на радянські спецслужби.
Цікавим фактом діяльності Петрова під час Другої світової війни є його участь у конференції, влаштованій німцями стосовно питання винищення караїмів. На цій конференції аргументація Петрова щодо того, що їх не можна вважати євреями, оскільки караїми мали аристократію, допомогла врятувати караїмський народ від знищення.

## Псевдоніми
Художні твори Петров підписував як В. Домонтович. За власним визнанням автора він «знайшов це прізвище в українських документах литовського періоду». В литовській мові «damauntas» означає «той, що багато каламутить». Дехто переносив на Домонтовича ім'я Петрова — Віктор. На це Петров відповідав: Домонтович — не Віктор, він тільки В.. Філософські твори Віктор Петров писав під псевдонімом Віктор Бер. Цей псевдонім було вибрано не випадково, він розшифровується як біологічний еквівалент рентгена.

## Літературна діяльність
Віктор Петров був близьким до групи неокласиків в 1920-ті роки. Саме в цей час він написав більшість своїх художніх творів під псевдонімом В. Домонтовича. Твори Петрова в багатьох аспектах перекликаються з ідеями екзистенціалістів. Особливістю творів В. Домонтовича є їхній прихований інтелектуалізм та парадоксальність.
При тому, що Петров був агентом НКВС–КДБ, жоден із його літературних творів не був написаний у стилі соціалістичного реалізму. Петров був близьким із багатьма відомими письменниками та науковцями свого часу: Максимом Рильським, Миколою Зеровим, Юрієм Шевельовим та Михайлом Брайчевським.
Єдиним літературним, а не науковим, виданням, до якого мав причетність Петров після свого повоєнного повернення в Україну, було видання вибраних творів Миколи Зерова, автором приміток до якої він був.

## Наукова діяльність
Як етнограф Петров написав кілька десятків статей в Українській радянській енциклопедії на такі теми як сонце у народних віруваннях українців, легенди про походження відьом, культ вогню та слов'янська міфологія. Написав ряд статей, присвячених докласовому суспільству (1933). Разом з Андрієм Лободою був співредактором книги матеріалів про дніпровських човнярів (1929) та книги Євгена Марковського про український вертеп (1929). Як археолог був задіяний у розкопках Трипільської культури та ранніх слов'янських поселень. Петров вивчав скіфські пам'ятники та могильники антів. Він написав монографії про походження українського народу (1947), скіфську мову та етнос (1968) та етногенез слов'ян (1972). Він писав статті про Трипільську, Зарубинецьку та Черняхівську культуру, про давніх слов'ян, скіфські та східно-слов'янські імена, гідроніми, топоніми та опублікував записки Вікентія Хвойки про розкопки в Зарубинцях.
У 1920-1930-ті рр. В. Петров проводить і низку літературознавчих та історико-філософських досліджень. Але особлива увага віддана Пантелеймону Кулішу. За період 1925-1932 рр. вчений присвятив П. Кулішеві 18 наукових розвідок.

## Первісне мислення
Петрова можна розглядати як одного з попередників структуралізму. Спираючись на праці О. Потебні та розробки Етнографічної комісії ВУАН, наполягав на необхідності розкриття первісного мислення, вираженого у фольклорі, через експлікацію базових структур, які лежать в його основі. Для цього він досліджував «формули» впливу первісної людини на навколишній світ: «я-формули» — зразки дій прямої чинності, коли імітація чогось розглядається як реальний вплив на реальні предмети, «формула „як-так“» — дії-аналогії дуже важливі для підтримки ідентичності первісної спільноти. У найзагальніших рисах народний світогляд, за Петровим, родовий (ґентильний), аієрархічний і локально-просторовий. Звідси сакралізація роду та особливе його значення як базової категорії для соціальної структури первісної спільноти. Ці висновки дуже подібні до результатів досліджень М. Мосса та Дюркгайма, котрі вивчали зв'язки між соціальною структурою архаїчних спільнот та логічними категоріями, властивими для цих спільнот. Петров піддавав критиці крайнощі матеріалістичного пояснення обрядів, наголошуючи на великому значенні цих обрядів як механізмів солідаризації людей. Петров заперечував перебільшення значення магічних дійств у народній свідомості, оскільки магія передбачає наявність відстороненої «третьої сили», тоді як народна свідомість є синкретичною, цілісною. Важливе значення мало врахування Петровим просторового чинника для соціальних взаємодій. «Материнсько- (або дідівсько-) родові уявлення сполучаються з просторовими уявленнями, найелементарнішими категоріями, що лежать в основі людської свідомости. Поки не постало ієрархічне відрізнення природного, людського, тваринного, рослинного й речевого, лише категорія простору була підставою для світоглядових утотожнень, відрізнень і розчленувань». Вплив просторового чинника Петров простежував у дослідженні Смерті як «відходу». Пізніше, у своїй незавершеній праці про потенційні міждисциплінарні зв'язки соціології й археології, вказував як просторовий чинник трансформувався і був механізмом ієрархізації соціальних взаємодій (міське районування середньовічного Галича відображало багато в чому соціальну структуру тодішнього суспільства).

## Історіософія. Концепція епох
Концепцію культурно-історичних епох В. Петров-Бер висвітлив у своїх історіософських і культурологічних статтях, що були опубліковані в еміграційних виданнях 40-х рр. Основна теза, яку обстоює В. Петров, полягає у тому, що історичний процес не являє собою безперервний потік, а він розчленований на конкретні замкнені й самодостатні в собі часові відтінки. В. Петров утверджував «ідеї дискретності часу й окремішності культурно-історичних епох». Він виділяв три окремі замкнені епохи –  Середньовіччя, Новий час і Наш час. У своїй історіософічній концепції дослідник В. Петров ставить завдання «розчленувати часові ґрадації, з'ясувати ті критерії, що дозволяють нам визначити, внаслідок чого, і як потік історичного буття розчленовується на ці відокремлені один від одного часові відтінки»

### Методологія зміни епох
Методологію і проблеми зміни епох В. Петров висвітлює у своїй статті «Історіософічні етюди». «Ідеології епох, зміну яких ми можемо простежити на конкретному, отже, історичному матеріялі, народжувалися з заперечення». «Історія людства виразно свідчить, що ідеологія кожної нової епохи будувалася не сама по собі і не з самої себе, а з неґації (заперечення) попередньої. Структуру нової ідеології визначала структура ідеології попередньої доби». Протиставлення завжди було і є в основі зміни. Важливо, що при зміні епохи відбувається протиставлення не понять, а ролей. Якщо в Середньовіччі, протиставляючи Бога і людину, людське підпорядковувалося Божому, то Ренесанс зробив навпаки, він Боже підпорядкував людському. Середньовіччя стверджувало Боже й заперечувало людське. Ренесанс заперечує Боже й стверджує людське.
«Теологізм був доктриною Середньовіччя; доктриною Ренесансу, а на наступному етапі — Нового часу в протилежність середньовічному теологізмові став новочасний гуманізм, спокус якого ми не можемо зректися й досі».
Середньовіччя знало лише істину догмату, Новий час почав із заперечення догмату, він шукав істини в звільненості від догматів. Автор детально аналізує розуміння і роль істини в Середьовіччі, в уявленні цієї епохи істина була об'єктивною, єдиною і універсальною. Новий час приносить ідею відсутності єдиної істини. Для Нового часу система взаємин істин — це уявлення про істину, кожна істина осібна і необов'язкова. В. Петров пробує показати, як наступна епоха вибудовувала себе й свою ідеологію з послідовного заперечення попередньої. «Якраз тут Петров цілковито відкидає марксизм із його ідеєю прогресу і трактування історії людства як переходу до все досконалішої суспільно-економічної формації».
До проблеми зміни епох: жодна теза не обертається в антитезу відразу, а це відбувається етапами. Отже, перехід від однієї до іншої епохи відбувається внаслідок перетворення на протилежність наступної епохи. Тут, як і в Д. Чижевського, безперечно, відчувається вплив Г. В. Ф. Гегеля: Через застосування гегелівської ідеї «зняття» або ще «усування-і-збереження» (Aufhebung), протилежність між епохами не можна представити в абсолютних вимірах.
«Говорячи пряме заперечення, я ніколи не забував, — пише В. Петров, наслідуючи великого німецького філософа, — що я маю на увазі ствердження. Я вже згадував: кожна доба, протиставлена іншій, кожен етап доби, протиставлений попередньому, несуть на собі ознаки тотожности з попередньою добою, з попереднім етапом, бо кожне не-А, в його протиставленні А, є формулою ствердження А, негативним визначенням А».

### Епоха і особистість
Петров у своїх історіософських статтях наскрізно проводить тезу, що зміна епох — це переломний момент для особистості, у якому відкривається екзистенційний  вимір людського буття. А також те, що кожній епосі притаманний певний тип особистості. В. Петрова цікавить особистість на зламі епох. Світогляд людини витворюється в боротьбі проти зміни епох, а не сам собою. «Над усім панує епоха. Функція людини за однієї доби одна, за іншої — інша. У зміні діб утрачає вагу сталість особи». Як автор художніх творів і романізованих біографій В. Петров-Домонтович осмислює кінець XX століття як кінець великого історичного періоду, Нового часу. У «Франсуа Війоні» простежено зародження цієї епохи, перехід від Середньовіччя до Ренесансу. Ван Гог у романізованій біографії «Самотній мандрівник простує по самотній дорозі» репрезентує кінець цього п'ятсотлітнього циклу.
Третя епоха — Нашого часу, означується В. Петровим уже не стільки через мисленнєву фігуру типових ознак, скільки зсередини самої людини, що пережила всі страхіття цього часу: революції, світові війни, голодомори. Отже, людство вступає в нову епоху. Це епоха «атомової енергії», і те почуття, що супроводжує людство при вступі у цю нову епоху, — це почуття страху. «Людство вступило в еру страху».

### Концепція епох Віктора Петрова в світовому історіософському контексті
Погляди В. Петрова перегукуються з ідеями відомих філософів Гегеля,  Шпенглера, Бердяєва. Проте в ситуації діалогу найрізноманітніших контекстів — філософського, історичного, національного, наукового український простежується не лише наслідування, а й оригінальність українського дослідника в тлумаченні класифікації історичного процесу та специфіки зв'язків між періодами цієї класифікації. Якщо у О. Шпенглера кожна культура самодостатня, абсолютно замкнена в собі цілісність, то у В. Петрова, через позачасові категорії, що є спільними для кількох епох, продукується уявлення про подібність різних епох. «Шпенглер вже писав про занепад і сутінки європейської культури, про втрати, а не про здобутки. Український філософ і цю ідею ілюструє через протиставлення середньовіччя — нового часу — нашого часу. „Середньовіччя говорило про низхідну лінію буття людства; новий час — про висхідну. Перше — про регрес; друге — про поступ“. Статті В. Петрова, присвячені історіософській тематиці, після публікації одразу ж стали об'єктом чільної уваги.  У них проявився незаперечний талант Петрова до „будування систем“, його здатність відчувати й розуміти явища „в їх трансцендентальній натурі, не конче довіряючи їх зовнішній подобі“. Нове відкриття Петрова-історіософа відбулося вже у 90-х роках, коли вийшли розвідки В. Корпусової та І. Фізера.

### Концепція Петрова і М. Фуко
І. Фізер влучно звернув увагу на певну подібність важливих елементів поглядів В. Петрова до пізніших концепцій М. Фуко (заперечення часової серіальності  історії, уявлення про закритість епох як історичних відтинків і перервність історичного процесу; усунення часу з історичних досліджень; наголос на походженні ідеї „часової безперервности“ і руху історії з класичної фізики). „Петров мало кому відомий на Заході і цілковито недооцінений на своїй батьківщині. Був би він французьким ученим, то либонь говорили б про нього як попередника Фуко. Але мачуха-доля вділила йому іншу біографію“. Літературознавець В. Агеєва пише, що Фуко виділяв 4 епістомологічні епохи, які поставали не внаслідок еволюційних змін, а внаслідок гострих криз, французький філософ писав про їх розокремленість, закритість.  Для тріади епох В. Петрова (середньовіччя, новий час і наш час) характерними є закритість і самодостатність, українського вченого також цікавить криза особистості, що розвивається в перехідний період, на зламі епох.

## Сприйняття творчості критикою
Наукова спадщина Петрова у більшості дослідників викликала повагу. Юрій Шевельов відзначав високу художню вартість романів автора. В еміграційних колах дехто вважав Петрова зрадником.

## Видання
- Віктор Петров. «Дівчина з ведмедиком». За апробацією Миколи Зерова. Київ: Сяйво. 1928. 200 стор. (серія «Новини української літератури»)
- В. Домонтович. «Аліна й Костомаров». Харків: «Рух». 1929. ? стор.
- В. Домонтович. «Романи Куліша». Харків: «Рух». 1930 ? стор.
- Віктор Петров. «Напередодні (Гракх Бабеф)». Київ: журнал Життя й революція. 1933. Кн. 1. С. 71-79. (завантажити)
- В. Домонтович. «Апостоли». Реґенбурґ: журнал Хорс. Ч 1 (1946) ? стор.
- В. Домонтович. «Доктор Серафікус». Редактор та автор передмови: Юрій Корибут; художнє оформлення палітурки: Яков Гніздовський. Мюнхен: Українська трибуна, 1947. 175 стор
- В. Домонтович. «Без ґрунту». Рогенсбурґ: Видання Михайла Борецького, 1948. 217 стор. (завантажити)
- В. Домонтович. Проза у трьох томах. Ню-Йорк: Сучасність. 1988—1989. (серія «Бібліотека Прологу і Сучасності») ISBN 3-89278-011-0 (I—III томи)

- Том I. Апостоли (оповідання); Дівчина з ведмедиком, Аліна й Костомаров, Доктор Серафікус (повісті). Редакція й супровідна стаття: Юрій Шевельов. Примітки: Юрій Шевельов; суперобкладинка: Ярослава Ґеруляк. Ню-Йорк: Сучасність. 1988, 519 стор. ISBN 3-89278-008-0 (том I)
- Том II. Романи Куліша, Без ґрунту (повісті). Редакція й супровідна стаття: Юрій Шевельов. Примітки: Юрій Шевельов; суперобкладинка: Ярослава Ґеруляк. Ню-Йорк: ?. 1989, 477 стор. ISBN 3-89278-009-9 (Том II)
- Том III. Розмови Екегартові з Карлом Гоцці та інші оповідання (всього 28 оповідань і нарисів). Редакція й супровідна стаття: Юрій Шевельов. Примітки: Юрій Шевельов; суперобкладинка: Ярослава Ґеруляк. Ню-Йорк: Сучасність. 1988, 558 стор. ISBN 3-89278-010-2 (Том III)

- В. Домонтович. Самотній мандрівник простує по самотній дорозі: романізовані біографії.[41] Упорядник та автор передмови: Віра Агеєва. Київ: Спадщина, 2012. 376 стор. ISBN 978-966-2685-12-1
- В. Домонтович. Юрій Косач. Валерій Шевчук. Запрошення на Цитеру: белетризовані біографії.[42] Передмова, упорядкування: Віра Агеєва. Київ: Комора, 2014 336 стор. 978-966-97403-0-4
- Віктор Петров. Розвідки У 3-х томах. Упорядник й автор передмови та приміток: В'ячеслав Брюховецький. Київ: Темпора, 2013. 592 стор. (Том 1), 576 стор. (Том 2) 536 стор. (Том 3) ISBN 978-617-5691-15-1
- Віктор Петров. Листи до Софії Зерової. Упорядниця Вікторія Сергієнко. Автор передмови Портнов Андрій. Київ: Дух і Літера, 2021. 432 стор. ISBN 978-966-378-848-7

### Аудіобібліотека творів
- Віктор Домонтович. «Спрага музики» (Бенвенута і Райнер Марія Рільке). Уривки з оповідання: https://www.youtube.com/watch?v=XVyJe2kmp0I

 Віктор Домонтович. "Самотній мандрівник простує по самотній дорозі" (уривок з роману). Аудіозапис на YouTube